# Митківка
Ми́тківка — село в Україні, у Тростянецькій селищній громаді Гайсинського району Вінницької області. Населення становить 99 осіб.

## Історія
Магнат Потоцький Северин Антоній продав Міхалу Собанському «Ладижинський ключ» (місто Ладижин, села Білоусівка, Четвертинівка, Хутори Ладижинські, Лукашівка, Маньківка, Паланка, Струлів, Уляниця, також Митківка) чи на початку 1820-х років, чи до цього.
12 червня 2020 року, відповідно розпорядження Кабінету Міністрів України № 707-р «Про визначення адміністративних центрів та затвердження територій територіальних громад Вінницької області», село увійшло до складу Тростянецької селищної громади.
19 липня 2020 року, в результаті адміністративно-територіальної реформи і ліквідації Тростянецького району, село увійшло до складу Гайсинського району.

## Населення

### Мова
Розподіл населення за рідною мовою за даними перепису 2001 року:
| Мова       | Кількість | Відсоток |
| ---------- | --------- | -------- |
| українська | 98        | 98.99%   |
| російська  | 1         | 1.01%    |
| Усього     | 99        | 100%     |